# Erasmisme

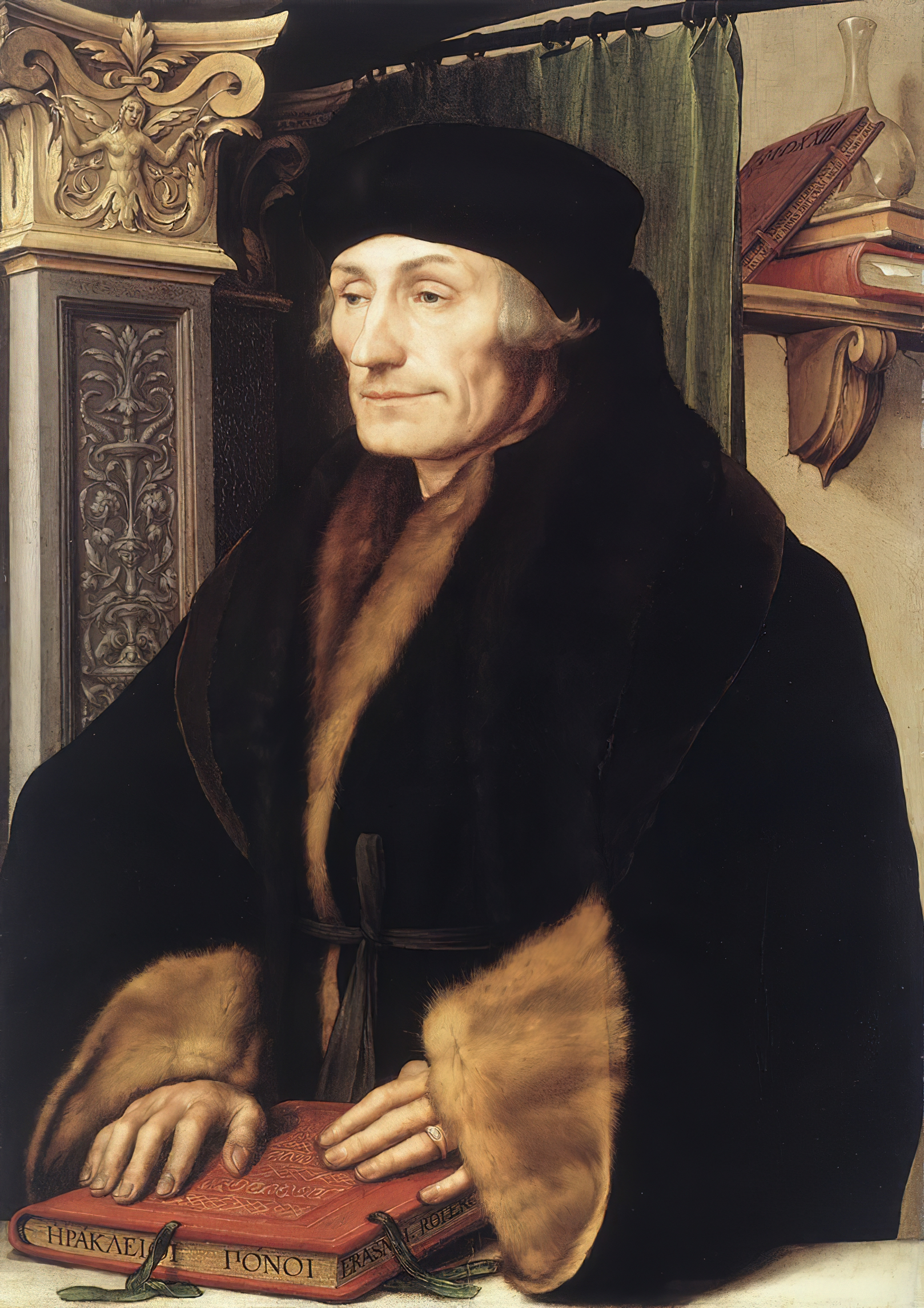
Erasme de Rotterdam

L'erasmisme fou un corrent ideològic i estètic dins l'humanisme renaixentista, centrat en les idees de l'holandés Erasme de Rotterdam (1466-1536).

## Ideologia
En els aspectes ideològics, l'erasmisme propugna un compromís entre el protestantisme i el papat, encara que quan Erasme n'hagué de triar un optà per aquest darrer. Critica la corrupció del clergat, especialment la del regular, la pietat supersticiosa i els aspectes més exteriors de la religiositat catòlica (culte als sants, relíquies, etc.) perquè prefereix una religiositat interior i espiritual, fundada en l'oració mental i inspirada en la Devotio moderna. D'altra banda, mitjançant el pacifisme, es declara en contra de les guerres, sobretot les de religió, i per mitjà del paulisme vol reinterpretar la teologia continguda en les Cartes de sant Pau en sentit menys literal i més flexible. És partidari de l'existència d'un poder polític de caràcter temporal a Europa, que identifica amb l'imperi, i d'un altre poder fort espiritual representat pel papa. Per això, el papa hauria de deixar el poder temporal en mans d'altres.

## Difusió
Amb el suport de Carles V, l'erasmisme tingué gran predicament a tot Europa, fins que les tensions entre catòlics i protestants provocaren un clima general de sospites cap als corrents intel·lectuals i religiosos que donaven suport a la reforma de l'església i l'espiritualitat. Entre els seus nombrosos seguidors, cal destacar Thomas More, Guillaume Budé, Joan Lluís Vives. El filòsof vila-realenc Francesc Joan Mas fou l'últim erasmista valencià, després que la Inquisició condemnara l'obra de l'humanista neerlandès el 1537, per efecte del contrareformisme catòlic que posteriorment derivaria en el concili de Trento.